# Fausta Flavia Maxima
Fausta Flavia Maxima (Róma, 290 után – Konstantinápoly, 325) Maximianus császár és Eutropia Galeria Valeria leánya, Maxentius testvére. 307-től I. Constantinus római császár felesége. A házasságban két vagy három fiú és két leánygyermek született.

## Élete
Fausta és Constantinus eljegyzése évekkel a házasságkötés előtt történt, amikor még Constantinus is kamaszkorú volt, ezért nem valószínű, hogy Constantinus legidősebb fiának, Flavius Iulius Crispusnak anyja, Minervina a felesége lett volna. Minervinát mindenképp el kellett bocsássa, mivel házassága a Római Birodalomban ténylegesen uralkodó augustusok és caesarok közötti családi kapcsolatok kiépítéséhez tartozik. Maximianus fia, Maxentius Galerius leányát, Valeria Maximillát vette el, fogadott leánya, Flavia Maximiana Theodora Constantius Chlorus felesége lett, Fausta pedig Constantius Chlorus legidősebb fiához ment feleségül. A politikai szándék már az esküvőn felolvasott panegyricusból is látható, amely teljes egészében fennmaradt.
A politikai szándék végül nem vált be, Constantinus később felakaszttatta apósát, csatában legyőzte sógorát, vagyis Fausta rövid idő alatt apját és testvérét is elvesztette férje keze által. Talán eddigre már kereszténnyé lett, mindenesetre a kereszténységet támogatta, így például a 313-as püspöki szinódus, amely a donatista eretnekséget ítélte el, Fausta római palotájában, a Lateran-dombon ülésezett.
Constantinus és Fausta gyermekeivel kapcsolatban máig rejtély, hogy valójában hány fiuk volt és milyen sorrendben születtek. Első és legidősebb fiúgyermekükként ugyanis a 317. augusztus 7-én születő Constantiust említik. Ugyanakkor a második gyermek Constantinus lenne, akiről hol 316-os, hol 317-es születési idővel írnak. Ha 316-ban született volna, akkor ő lenne az idősebb, ha pedig 317-ben, akkor nem lehet Fausta az anyja, aki ekkor Constantiusszal volt terhes, illetve az augusztusi szülés után nem szülhetett volna ugyanabban az évben még egyet. Faustát az egyik pénzérmén a noverca caesarum, azaz „caesarok nevelője” körirat kíséri, de elvileg csak Crispus volt a nevelt fia, aki viszont alig néhány évvel volt fiatalabb nála. Egyes történészek lehetségesnek tartják, hogy Constantinus egy vagy több ágyast is tartott Fausta mellett. A leányai születési idejét nem ismerjük, Constansét pedig csak két-hároméves pontossággal (320 és 323 között).
Más szempontból is rosszul járt a házassággal: anyósa lett Flavia Iulia Helena, Constantinus anyja, aki nem titkolt ellenérzéssel viseltetett iránta és gyermekei iránt és valójában csak Crispushoz kötődött. Ebben a bonyolult, politikai és magánemberi érdekekkel átszőtt családban 325-ben rejtélyes események történtek, amelyeknek értelmezésében megoszlik a történészek véleménye.
Constantinus ebben az évben kivégeztette fiát, Crispust. Az udvari pletykák szerint Fausta szerelmes volt Crispusba, ennek ellenére Crispus halálát többnyire annak tudják be, hogy Fausta bevádolta Crispust Constantinusnál, hogy házasságtörésre akarta rávenni. A két állítás azonban nem fér össze. Faustának annyiban érdekében állhatott Crispus eltávolítása, hogy így fiai számára nyílt meg a trónöröklés lehetősége. Van azonban olyan vélemény is, hogy Crispus és Fausta együtt tervezték Constantinus félreállítását és ez sem elvethető alternatíva, mivel Faustát valószínűleg megaláztatások érték a házaséletben. Az eseményekről szóló legkorábbi híradások is jóval később születtek, így nem kizárható, hogy a második lehetőség áll fenn, kiváltképp az előzmények – Fausta családjának meggyilkolása – figyelembe vételével. Feltűnő ugyanis, hogy a Fausta házasságtörésével és halálával kapcsolatos híresztelések egyszerű görög mitológiai toposzok, több görög mítoszban olvasható hasonló történet. A történetírók vagy pletykákra hagyatkoztak, vagy egyvalaki kitalált egy sztorit, ami Constantinust nem hozta rossz hírbe, amit a későbbi kompilátorok kritika nélkül vettek át. Az elkövető valószínűleg Kaiszareiai Euszebiosz volt.
Crispus halálát Helena bosszulta meg, aki viszont bevádolta Faustát, hogy megcsalja Constantinust. Faustát a császári eunuchok bezárták egy fürdőbe, amelyet addig fűtöttek, míg meg nem halt (lásd Minósz legendája). Fausta hivatalosan baleset áldozata lett.